# Mărunțișu, Buzău
Mărunțișu este un sat ce aparține orașului Pătârlagele din județul Buzău, Muntenia, România. Se află în zona de munte, pe valea Buzăului.
La sfârșitul secolului al XIX-lea, Mărunțișu era satul de reședință al unei comune din plaiul Buzău al județului Buzău, comună formată din cătunele Benga, Cuculești, Gura Bâscei, Măguricea, Mănăstirea, Mărunțișu, Poienele, Valea Seacă și Zaharești, având în total 2120 de locuitori ce trăiau în 515 case. În comună funcționa o școală mixtă cu 93 de elevi (dintre care 2 fete) și 4 biserici — una în Mărunțișu, două în Poienele și una în Zăhărești.
În 1925, comuna avea 2533 de locuitori. În 1950, a fost inclusă în raionul Cislău din regiunea Buzău și apoi (după 1952) din regiunea Ploiești. În 1968, comuna a fost desființată și în mare parte inclusă în comuna Pătârlagele din județul Buzău, reînființat (cu excepția satelor Gura Bâscei, transferat la comuna Cislău Măguricea și Zaharești, transferate comunei Pănătău). Comuna Pătârlagele a devenită în 2004 oraș, satul Mărunțișu fiind de atunci o localitate componentă a acestui oraș.